# 25th Anniversary Box Set
25th Anniversary Box Set je výběrový box-set britské progressive-rockové skupiny Jethro Tull, vydaný v roce 1993, v omezeném nákladu k 25. výročí činnosti skupiny.

Box-set obsahuje 4 alba:
- Remixed, Classic Songs: remix některých starších skladeb (77:06).
- Carnegie Hall, N.Y., Recorded Live New York City 1970: živý záznam z roku 1970 (60:28).
- The Beacons Bottom, Tapes: (71:07).
- Pot Pourri, Live Across The World & Through The Years: živé album z nahrávek pořízených po celém světě (1969 - 1992) (77:43).

Kompilace není považována za klasické Best Of album.

## Seznam stop

### CD 1Remixed
1. My Sunday Feeling
2. A Song For Jeffrey
3. Living In The Past
4. Teacher
5. Sweet Dream
6. Cross-Eyed Mary
7. Witch's Promise
8. Life Is A Long Song
9. Bungle In The Jungle
10. Minstrel In The Gallery
11. Cold Wind To Valhalla
12. Too Old To Rock 'n' Roll: Too Young To Die!
13. Songs From The Wood
14. Heavy Horses
15. Black Sunday
16. Broadsword

### CD 2Carnegie Hall, N.Y.
1. Nothing Is Easy
2. My God
3. With You There To Help Me
4. A Song For Jeffrey
5. To Cry You A Song
6. Sossity: You're A Woman
7. Reasons For Waiting
8. We Used To Know
9. Guitar Solo
10. For A Thousand Mothers

### CD 3The Beacons Bottom
1. So Much Trouble
2. My Sunday Feeling
3. Some Day The Sun Won't Shine For You
4. Living In The Past
5. Bourée
6. With You There To Help Me
7. Thick As A Brick
8. Cheerio
9. A New Day Yesterday
10. Protect And Survive
11. Jack-A-Lynn
12. The Whistler
13. My God
14. Aqualung

### CD 4Pot Pourri
1. To Be Sad Is A Mad Way To Be
2. Back To The Family
3. A Passion Play (Extract)
4. Wind-Up / Locomotive Breath / Land Of Hope And Glory
5. Seal Driver
6. Nobody's Car
7. Pussy Willow
8. Budapest
9. Nothing Is Easy
10. Kissing Willie
11. Still Loving You Tonight
12. Beggar's Farm
13. Passion Jig
14. A Song For Jeffrey
15. Living In The Past

## Obsazení
- Ian Anderson - zpěv, flétna, kytara, producent
- Mick Abrahams - kytara
- Barriemore Barlow – bicí
- Martin Barre - kytara
- Robin Black - producent
- Clive Bunker - bicí
- Gerry Conway - bicí
- Glenn Cornick - baskytara
- Mark Craney - bicí
- Terry Ellis - producent
- John Evan - klávesy
- Andrew Giddings - klávesy
- John Glascock - baskytara
- Jeffrey Hammond-Hammond - baskytara
- Dave Pegg - baskytara
- Doane Perry - bicí
- Paul Samwell-Smith - producent
- Peter-John Vettese - klávesy